# Olympische Sommerspiele 1988/Teilnehmer (Irak)
| Gelbes Symbol für Goldmedaillen mit stilisierten Olympischen Ringen | Graues Symbol für Silbermedaillen mit stilisierten Olympischen Ringen | Braundes Symbol für Bronzemedaillen mit stilisierten Olympischen Ringen |
| ------------------------------------------------------------------- | --------------------------------------------------------------------- | ----------------------------------------------------------------------- |
| —                                                                   | —                                                                     | —                                                                       |

Der Irak nahm an den Olympischen Sommerspielen 1988 in Seoul mit einer Delegation von 27 männlichen Athleten an dreizehn Wettkämpfen in fünf Sportarten teil. Es konnten dabei keine Medaillen gewonnen werden.

## Teilnehmer nach Sportarten

### Boxen
Männer
- Sadoon Mohamed Aboub
Halbfliegengewicht: 3. Runde

- Amir Hussain
Fliegengewicht: 1. Runde

- Moustafa Mohammed Saleh
Bantamgewicht: 1. Runde

### Fußball
Männer
- Vorrunde

- Kader
  - Tor

1 Ahmad Jassim Mohammed
20 Emad Hashim
  - Abwehr

2 Adnan Dirjal
3 Hassan Kamel Ahmed
4 Ghanin Al-Oraibi Jassim
5 Samir Shaker Mahmoud
6 Hibeeb Jaffer Okal
12 Abdul Karim Salman
16 Mudhafar Jabbar Tawfik
18 Radhi Shenaishil
  - Mittelfeld

9 Ismael Mohammed Sharif
11 Saad Kies Noaman
13 Karim Mohammad Allawi
14 Basil Gorgis
15 Natik Hashim
17 Laith Hussein Shahib
19 Salam Hashim
  - Sturm

7 Younis Abid Sadkhan
8 Ahmed Radhi
10 Hussain Said

### Leichtathletik
Männer
- Nagi Ghazi Moursine
110 Meter Hürden: Viertelfinale

- Aouf Abdul Rahman Youssef
200 Meter: Vorläufe
400 Meter: Vorläufe

### Ringen
Männer
- Mohammed Jabouri
Mittelgewicht, Freistil: 2. Runde

- Haitham Jibara
Weltergewicht, Freistil: 3. Runde

- Fayadh Minati
Fliegengewicht, Freistil: 2. Runde

- Farhan Mohammed
Superschwergewicht, griechisch-römisch: 2. Runde

- Ghazi Salah
Bantamgewicht, griechisch-römisch: 6. Platz

### Tischtennis
Männer
- Abdul Wahab Ali
Einzel: Vorrunde